# そよら成田ニュータウン
そよら成田ニュータウン（そよらなりたニュータウン）は千葉県成田市赤坂でイオンリテールの運営により、2024年7月19日に開業した大型商業施設（ショッピングセンター）である。
本記事ではかつて同所で営業していたボンベルタ成田（ボンベルタなりた）についても説明する。

## 概要
成田ニュータウンに所在するイオングループの大型商業施設である。
当初は株式会社ボンベルタ運営による百貨店「ボンベルタ成田」として営業していたが、2024年にイオンリテール株式会社が運営する都市型ショッピングセンター「そよら成田ニュータウン」へ業態転換された。 

### ボンベルタ成田時代
株式会社ボンベルタ運営による百貨店型ショッピングセンターとして1992年3月に開業した。「ボンベルタ（Bon Belta）」はフランス語で「良い」を意味する「bon」とイタリア語で「美しい」を意味する「belta」を組み合わせた合成語である。日本ショッピングセンター協会に加盟していたが、日本百貨店協会には非加盟であった。
本館、アネックス館（A棟とB棟に分かれており、A棟は旧でんき館、B棟は旧くらし館にあたる）、立体駐車場棟で構成されていた。
本館には食品フロアとして開業当初から閉店まで一貫してマルエツ（当時はダイエーグループ）が営業していた他、ボウリング場や各種専門店も入居しており、屋上には駐車場とフットサルコートを完備。アネックス館にはイオンバイクをはじめ、各種教室を中心に専門店、更に成田市の公共施設である「男女共同参画センター」や「赤坂ふれあいセンター」も入居していた。
「ボンベルタ」ブランドを冠する店舗はかつて複数存在していたものの（詳細はボンベルタ百貨店を参照）、他の店舗は閉店あるいは業態転換されたため、当店が最後の残存店舗となった。また、中合福島店（福島県福島市、ダイエーグループ傘下）が2020年8月31日に閉店してからはイオングループ全体でも唯一の百貨店店舗となっていた。
2024年3月に運営会社のボンベルタがイオンリテールと合併するのを機に大規模改装を行い、同年夏頃に都市型ショッピングセンター「そよら」としてリニューアルオープンする事を2023年11月末に発表した。ボンベルタ成田としては運営会社合併直前の2024年2月末に営業を終了した。
これに伴い、「ボンベルタ」の屋号を持つ店舗は消滅し、イオングループにおける百貨店店舗も全て消滅することになった。

### そよら成田ニュータウン時代
2024年夏にイオンリテールが展開する都市型ショッピングセンター「そよら」としてリニューアルオープンした。2029年に成田空港の機能が強化されることから、今後も赤坂地区の発展が見込まれるための措置としている。「そよら」としては千葉県初出店となる他、百貨店を改装して出店する事から店舗面積が最大規模となっており、「そよら」ブランドの旗艦店として位置づけられる。
ボンベルタ内に入居していたマルエツに代わる核店舗として、イオンリテールが運営するSSM「イオンスタイル成田ニュータウン」が出店する。イオンスタイル成田ニュータウンでは食料品・化粧品・日用品などに加え、近隣に8校の小学校が位置する立地環境に合わせて文具・スクール用品も販売する。この他、約80店舗の専門店やクリニックなども出店し、前述の公共施設を含めボンベルタ時代から引き続き出店するテナントも含まれる。
また、ボンベルタ時代に出店していたミセス向けのアパレルショップ6店舗が「ボンベルタストリート」として4階に集約されている他、5階の「ボンベルタ歯科クリニック」は屋号を変更せず診療を継続しており、これらにおいてはボンベルタの名前が残ることになる。

## 沿革

### ボンベルタ成田時代
- 1990年（平成2年）6月29日 株式会社ボンベルタ設立。
- 1992年（平成4年）3月19日 ボンベルタ成田オープン。
- 1999年（平成11年）10月21日 別館完成。でんき館（後のアネックスA棟）に石丸電気成田ビッグワン開店。くらし館には家具売り場が入居。
- 2009年（平成21年）5月24日 石丸電気成田ビッグワン閉店。
- 2012年（平成24年）
  - 2月20日 改装のため一時閉店。1階のマルエツと4階の美容室（ペパームーン）は改装中も引き続き営業。
  - 3月16日 アネックス館の一部（A館1階・B館2階）がリニューアルオープン。
  - 4月3日 本館1階のマルエツが改装のため一時閉店。
  - 5月2日 第1期オープンとして、1階-3階フロア（1階のマルエツを含む、1階と3階は一部フロアのみ）と5階のボウリング場をリニューアル。各店舗でWAONの利用が可能となり、同時にイオンリテールから会員カード機能を付加したWAONカード「BonBeltaWAON」の発行を開始。
  - 5月16日 3階にスポーツオーソリティがオープン。
  - 6月7日 1階にデリカショップがオープン。
  - 6月29日 全館リニューアルオープン。
- 2013年（平成25年）3月 3階に子供服売場がオープン。
- 2018年（平成30年）
  - 7月 改装に伴い、マルエツ以外を一時閉店。
  - 9月28日 グランド（リニューアル）オープン。
- 2023年（令和5年）
  - 9月1日 イオンリテール株式会社と株式会社ボンベルタが翌年3月1日付けで合併し、ボンベルタ成田をリニューアルする事を発表[8]。
  - 11月30日 - リニューアル後の施設名称が「そよら成田ニュータウン」となり、翌年夏にオープンする事を発表[6][1]。
- 2024年（令和6年）
  - 2月29日 ボンベルタ成田が閉店。これにより、ボンベルタ店舗が消滅。本館内の一部店舗とアネックス館は改装中も引き続き営業を継続する。
  - 3月1日 イオンリテール株式会社と合併し、株式会社ボンベルタ解散。

### そよら成田ニュータウン時代
- 2024年（令和6年）
  - 7月19日 「そよら成田ニュータウン」として、リニューアルオープン[3][6][1]。ただし、この時点では一部未開業エリアあり。
  - 11月20日 2階にコーナンがオープン[9]。